# Jason Krog
Jason Krog (* 9. Oktober 1975 in Fernie, British Columbia) ist ein ehemaliger kanadischer Eishockeyspieler, der im Verlauf seiner aktiven Karriere zwischen 1995 und 2017 unter anderem 223 Spiele für die New York Islanders und Mighty Ducks of Anaheim in der National Hockey League (NHL) auf der Position des Centers bestritten hat. Darüber hinaus absolvierte Krog, der im Jahr 1999 den Hobey Baker Memorial Award gewann, weitere 636 Partien in der American Hockey League (AHL).

## Karriere

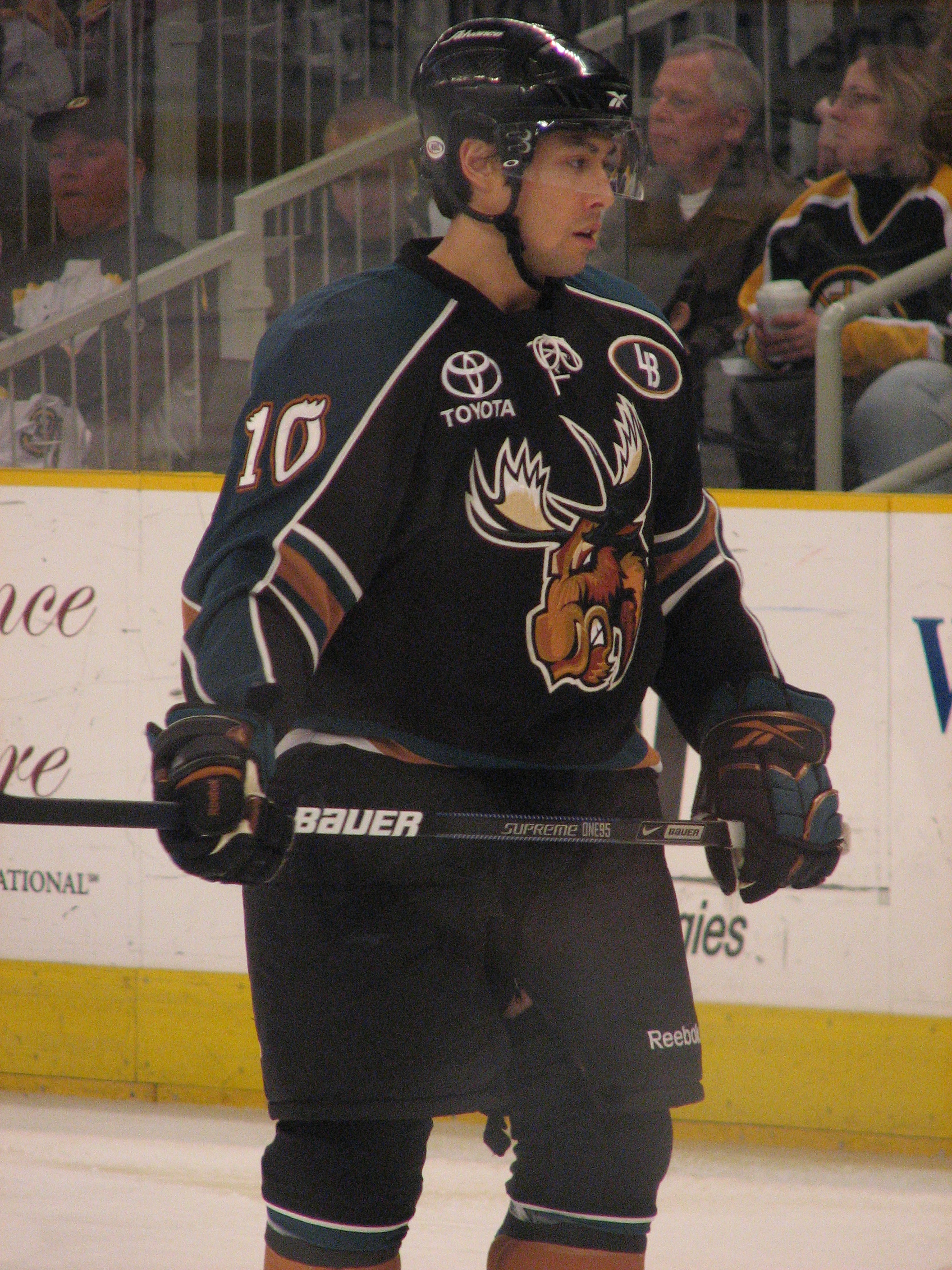
Krog im Trikot der Manitoba Moose (2009)

Jason Krog begann seine Karriere als Eishockeyspieler bei den Chilliwack Chiefs, für die er von 1992 bis 1995 in der British Columbia Junior Hockey League (BCJHL) aktiv war. Anschließend spielte er vier Jahre lang für die Mannschaft der University of New Hampshire und gewann während dieser Zeit unter anderem den Hobey Baker Memorial Award, ehe er am 14. Mai 1999 als ungedrafteter Free Agent einen Vertrag bei den New York Islanders aus der National Hockey League (NHL) erhielt, für die er in den folgenden drei Spielzeiten ebenso auf dem Eis stand, wie für die Lowell Lock Monsters, Providence Bruins, Springfield Falcons und Bridgeport Sound Tigers in der American Hockey League (AHL).
Daraufhin wechselte der Stürmer zu den Mighty Ducks of Anaheim, für die er bis zum Lockout in der NHL-Saison 2004/05 in der NHL auflief und in der Saison 2002/03 das Finale um den Stanley Cup erreichte. In diesem unterlag er mit der Mannschaft den New Jersey Devils knapp nach Spielen mit 3:4 in der Best-of-Seven-Serie. Den Lockout selbst überbrückte Krog beim EC VSV aus der österreichischen Erste Bank Eishockey Liga (EBEL). Anschließend blieb der Rechtsschütze in Europa, wo er in der Saison 2005/06 zunächst für den Genève-Servette HC aus der Schweizer Nationalliga A sowie daraufhin für den Frölunda HC aus der schwedischen Elitserien auflief, mit dem er Vizemeister wurde. Im folgenden Jahr kehrte der Kanadier nach Nordamerika zurück, wo er für die Atlanta Thrashers und New York Rangers aus der NHL sowie Atlantas AHL-Farmteam, die Chicago Wolves, spielte. In der Saison 2007/08 lief Krog ausschließlich für die Chicago Wolves auf, mit denen er den Calder Cup gewann, wobei er als bester Torschütze, Topscorer und bester Spieler der regulären Saison sowie der Playoffs der American Hockey League großen Anteil an diesem Erfolg hatte. 
Durch die starke Saison bei den Wolves wurden die Vancouver Canucks auf den Center aufmerksam und nahmen ihn als Free Agent unter Vertrag, allerdings absolvierte er für das Team aus British Columbia nur vier Spiele in der NHL, in denen er ein Tor erzielte. Die restliche Spielzeit spielte er für deren AHL-Farmteam, die Manitoba Moose. Am 3. Juli 2009 kehrte Krog als Free Agent zu den Atlanta Thrashers zurück. Für diese absolvierte der Stürmer in den folgenden zwei Spielzeiten kein NHL-Spiel und verbrachte die gesamte Zeit im Farmteam bei den Chicago Wolves in der AHL und war dort als Mannschaftskapitän tätig.
Im Juni 2011 erhielt Krog einen Einjahresvertrag bei schwedischen Klub HV71 aus der Elitserien, der später bis 2014 verlängert wurde. Zwischen Juni 2014 und September 2014 stand Krog beim KHL Medveščak Zagreb aus der Kontinentalen Hockey-Liga (KHL) unter Vertrag. Im Oktober desselben Jahres absolvierte Jason Krog ein Probetraining bei seinem Ex-Verein EC VSV, für den er bereits während der Lockout-Saison 2004/05 aufgelaufen war, und erhielt einen Vertrag bis zum Saisonende. In der Saison 2015/16 stand der Kanadier beim französischen Klub Dragons de Rouen unter Vertrag, das mit drei Titelgewinnen in Form des IIHF Continental Cups, Coupe de France und der Französischen Meisterschaft überaus erfolgreich war. Es folgte ein Engagement beim norwegischen Erstligisten Lørenskog IK, in dessen Anschluss der 41-Jährige seine aktive Karriere beendete.

## Erfolge und Auszeichnungen
| - 1997 NCAA East Second All-American Team - 1997 Hockey East First All-Star Team - 1998 Hockey East First All-Star Team - 1999 Hockey East First All-Star Team - 1999 Hockey East Player of the Year - 1999 NCAA East First All-American Team - 1999 NCAA Championship All-Tournament Team - 1999 Hobey Baker Memorial Award - 2006 Schwedischer Vizemeister mit dem Frölunda HC - 2008 Teilnahme am AHL All-Star Classic | - 2008 Calder-Cup-Gewinn mit den Chicago Wolves - 2008 AHL First All-Star Team - 2008 Willie Marshall Award - 2008 John B. Sollenberger Trophy - 2008 Les Cunningham Award - 2008 Jack A. Butterfield Trophy - 2009 AHL Second All-Star Team - 2016 IIHF-Continental-Cup-Gewinn mit den Dragons de Rouen - 2016 Coupe-de-France-Gewinn mit den Dragons de Rouen - 2016 Französischer Meister mit den Dragons de Rouen |

## Karrierestatistik

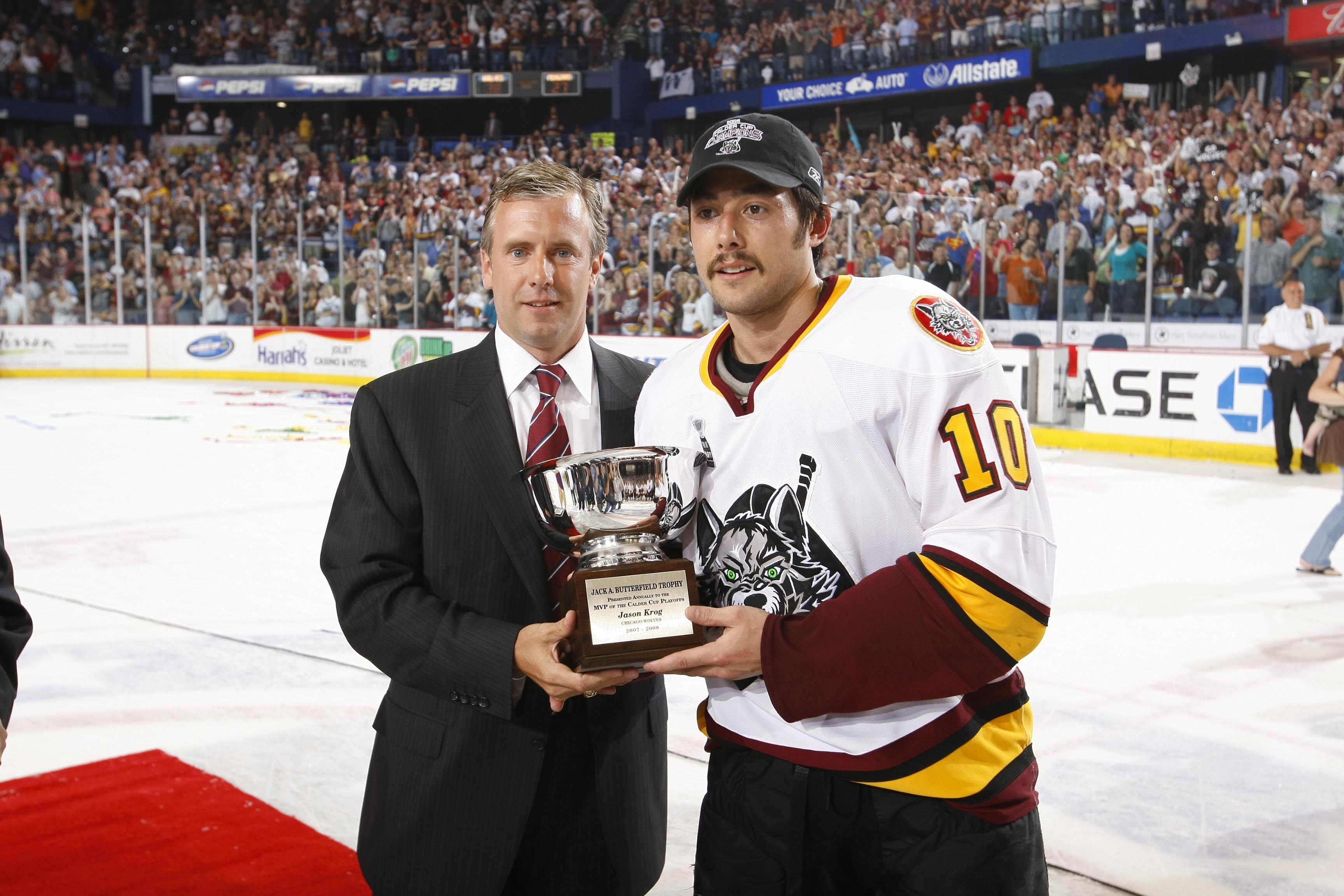
Krog mit der Jack A. Butterfield Trophy (2008)

(Legende zur Spielerstatistik: Sp oder GP = absolvierte Spiele; T oder G = erzielte Tore; V oder A = erzielte Assists; Pkt oder Pts = erzielte Scorerpunkte; SM oder PIM = erhaltene Strafminuten; +/− = Plus/Minus-Bilanz; PP = erzielte Überzahltore; SH = erzielte Unterzahltore; GW = erzielte Siegtore; 1 Play-downs/Relegation; Kursiv: Statistik nicht vollständig)